# United States Special Operations Command Europe
Le U.S. Special Operations Command Europe (SOCEUR) est un commandement du United States Special Operations Command. Il est une composante du United States European Command (EUCOM).

## Structure
Le SOCEUR est composé des unités suivantes en 2013:
- 1/10th Special Forces Group
- Navy Special Warfare Unit 2
- 352nd Special Operations Group
- SOCEUR Signal Detachment